# Jan Mikołaj Chodkiewicz
Jan Mikołaj Chodkiewicz herbu własnego (ur. 14 grudnia 1738 w Gdańsku, zm. 2 lutego 1781 w Czarnobylu) – starosta generalny żmudzki od 1764 roku, hrabia na Szkłowie i Nowej Myszy, pułkownik województwa wileńskiego, starosta wieloński.

## Życiorys
Był synem wojewody brzeskolitewskiego Adama Tadeusza i wojewodzianki pomorskiej Rozalii z Czapskich.
Po ukończeniu w 1757 studiów na Akademii Wileńskiej został mianowany pułkownikiem Jego Królewskiej Mości. W latach 1758–1759 wziął udział w wojnie siedmioletniej po stronie Francji. Był pułkownikiem województwa wileńskiego i konsyliarzem tego województwa w konfederacji generalnej Wielkiego Księstwa Litewskiego w 1764 roku W 1764 roku wybrany posłem na sejm konwokacyjny z Księstwa Żmudzkiego. W 1764 roku był elektorem Stanisława Augusta Poniatowskiego z województwa wileńskiego. Był posłem na sejm koronacyjny 1764 roku z województwa wileńskiego. W 1764 jego oddziały najechały należący do Radziwiłłów zamek w Białej Podlaskiej.
Nagrodzony przez króla w 1764 stanowiskiem generała-adiutanta, Orderem Świętego Stanisława (1765) i godnością starosty generalnego Żmudzi. Członek Komisji Wojskowej Wielkiego Księstwa Litewskiego w 1766 roku.
W 1766 roku został wyznaczony senatorem rezydentem. W czasie konfederacji barskiej przyjął postawę niejednoznaczną. Oficjalnie ubolewał nad stanem zniewolonego kraju, co nie przeszkodziło mu popierać dowódców wojsk pruskich i rosyjskich, które chroniły jego dobra prywatne.
9 maja 1774 roku odznaczony Orderem Orła Białego.
W 1778 roku przyjął szarżę generał-lejtnanta w wojsku rosyjskim.
Pochowany w monasterze bazylianów w Supraślu.
1 stycznia 1766 roku poślubił w Podhorcach Ludwikę Marię córkę Wacława Rzewuskiego i Anny z Lubomirskich. Małżonkowie doczekali się kilkorga dzieci, z których do dorosłości dożyło trzech synów: Wacław (1767-1784), Józef (1774-1828) i Aleksander Franciszek (1776-1838) oraz dwie córki: Rozalia (1768-1794) i Elżbieta (1771-1804). Ksawery i Anna zmarli w dzieciństwie.

## Literatura dodatkowa
- Władysław Konopczyński: Chodkiewicz Jan Mikołaj. W: Polski Słownik Biograficzny. T. 3: Brożek Jan – Chwalczewski Franciszek. Kraków: Polska Akademia Umiejętności – Skład Główny w Księgarniach Gebethnera i Wolffa, 1937, s. 368–369. Reprint: Zakład Narodowy im. Ossolińskich, Kraków 1989, ISBN 83-04-03291-0.